# Vũ Quang Hội
Vũ Quang Hội, sinh năm 1963 tại làng Mẹo, Thái Phương, Hưng Hà, Thái Bình, là một doanh nhân Việt Nam. Ông là chủ tịch tập đoàn Bitexco, chủ đầu tư dự án Bitexco Financial Tower, tòa nhà cao thứ hai ở Thành phố Hồ Chí Minh hiện nay. Tập đoàn Bitexco là một tập đoàn đa ngành hoạt động trong các lĩnh vực bất động sản, thủy điện, xây dựng, khai khoáng...

## Tiểu sử
Ông Vũ Quang Hội sinh năm 1963 tại làng Mẹo, tức làng Phương La, huyện Hưng Hà, tỉnh Thái Bình. Ông xuất thân trong một gia đình có truyền thống làm kinh doanh. Cha ông Hội, ông Vũ Quang Huy, bắt đầu với nghề dệt, rồi chuyển sang kinh doanh nước khoáng. Ông Huy chính là người khởi nghiệp và xây dựng thương hiệu nước khoáng Vital khá nổi tiếng của tỉnh Thái Bình. Ông Huy cũng thành lập Công ty trách nhiệm hữu hạn kinh doanh xuất nhập khẩu Bình Minh, tức tập đoàn Bitexco. Năm 70 tuổi, ông Huy về hưu và để lại công ty cho các con, trong đó ông Hội đóng vai trò chủ chốt.
Năm 1984, 21 tuổi, ông Hội theo học ở Đại học Nông nghiệp 1, Hà Nội. Ông ra trường năm 1988 với bằng kỹ sư cơ khí, sau đó về làm việc cho công ty gia đình. Giai đoạn từ 1989 tới 1998, ông là phó giám đốc công ty Bình Minh.
Từ năm 1998 tới nay, ông là chủ tịch hội đồng thành viên công ty Bình Minh. Ngoài ra, từ năm 2010 tới nay, ông còn là chủ tịch Hội đồng quản trị Công ty cổ phần xây lắp và đầu tư Sông Đà.
Vào tháng 2 năm 2011, ông Vũ Quang Hội đã bổ nhiệm ông In Suk Ko, nguyên phó chủ tịch tập đoàn Hyundai (Hàn Quốc) và nguyên tổng giám đốc Hyundai Investment, vào vị trí tổng giám đốc Bitexco. Vị trí này trước đó do ông Vũ Quang Bảo, em ruột ông Hội, đảm nhiệm. Báo Hải quan điện tử đánh giá quyết định của ông Vũ Quang Hội là nhằm tăng tốc cho những chiến lược lâu dài nhằm vươn ra thị trường thế giới.
Dù có một chi bộ Đảng Cộng sản Việt Nam hoạt động tích cực ở Bitexco, ông Vũ Quang Hội không phải là đảng viên.

## Tập đoàn Bitexco
Tập đoàn do ông Vũ Quang Hội làm chủ tịch, Bitexco, tên chính thức là Công ty trách nhiệm hữu hạn kinh doanh xuất nhập khẩu Bình Minh, được bắt đầu từ một doanh nghiệp dệt nhỏ ở tỉnh Thái Bình năm 1985. Tính tới nay, Bitexco đã trở thành một tập đoàn đa ngành hoạt động trong các lĩnh vực sản xuất nước khoáng, bất động sản, thủy điện, hạ tầng giao thông, tài chính, khoáng sản... Tập đoàn hiện có hơn 1.100 nhân công với trụ sở tại Hà Nội và các văn phòng ở Thành phố Hồ Chí Minh và tỉnh Thái Bình với thu nhập bình quân đầu người 9 triệu đồng/tháng.
Trong ngành kinh doanh nước khoáng, thương hiệu hàng đầu của Bitexco là nước khoáng Vital. Với lĩnh vực bất động sản, Bitexco là chủ đầu tư các dự án Tòa nhà văn phòng Bitexco, Bitexco Financial Tower, các khu dân cư The Manor I và II ở Thành phố Hồ Chí Minh; khu dân cư The Manor, Tòa nhà The Garden, khách sạn J.W. Marriott, khu đô thị The Manora Park City ở Hà Nội...
Tổng doanh thu của tập đoàn Bitexco trong năm 2010 là 1.826 tỷ đồng.

## Gia đình
Cha ông Vũ Quang Hội là ông Vũ Quang Huy, một doanh nhân lâu năm xuất thân từ nghề dệt ở Thái Bình.
Ông Hội còn có người em trai là ông Vũ Quang Bảo, chủ tịch Công ty cổ phần Vital.